# Potok, Trebnje
Potok je naselje v občini Trebnje.
Potok stoji ob cesti iz Šentlovrenca na desnem bregu navadno suhe struge Potoka, ki izvira iz Škavbe v Mačjem Dolu. Ob deževju se Potok na bližnjem travniku Bajerju pridruži hudourniškim vodam iz doline Prejsar – Lopar, nato pa se združi še z Zarovščico, ki priteka iz Dolgonjivske doline. Od tod teče voda dalje po Šentlovrenški dolini v Temenico. Njive so na hribu Kavcu (341 m), v Marovški dolini in dolini Prejsar - Lopar, višje proti Dolnjim Praprečam, Vrhovemu in Žubini pa je gozd.